# Jean-Étienne Liotard
Jean-Étienne Liotard (Ginebra, 22 de desembre de 1702 - 12 de juny de 1789) va ser un pintor suís del segle xviii, pertanyent al rococó.

## Biografia
Es va formar a Itàlia i a París com a esmaltador i miniaturista; es va especialitzar com a pintor en quadres de gènere: va ser un dels retratistes més requerits de la seva època, especialitzant-se en la tècnica del pastel.
Després d'un viatge a Constantinoble (1738 - 1742), es va establir a Viena, on va ser nomenat pintor de la cort dels Habsburg: el càrrec li va procurar notable fama, tant que va començar a relacionar-se amb la millor aristocràcia europea.
Va passar els seus últims dies a Ginebra, dedicant-se als bodegons.

## Galeria

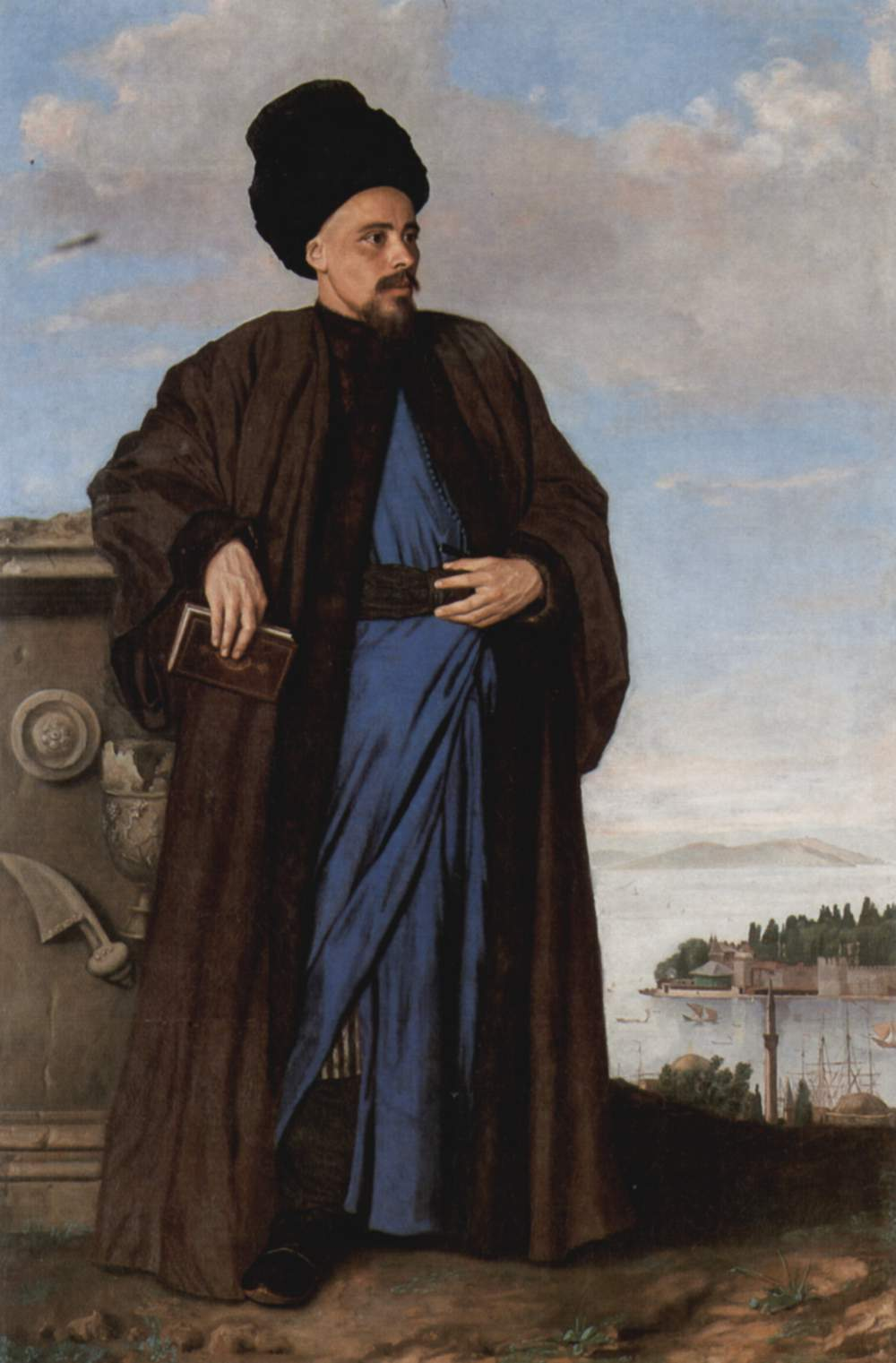
Retrat de Richard Pococke (1738)
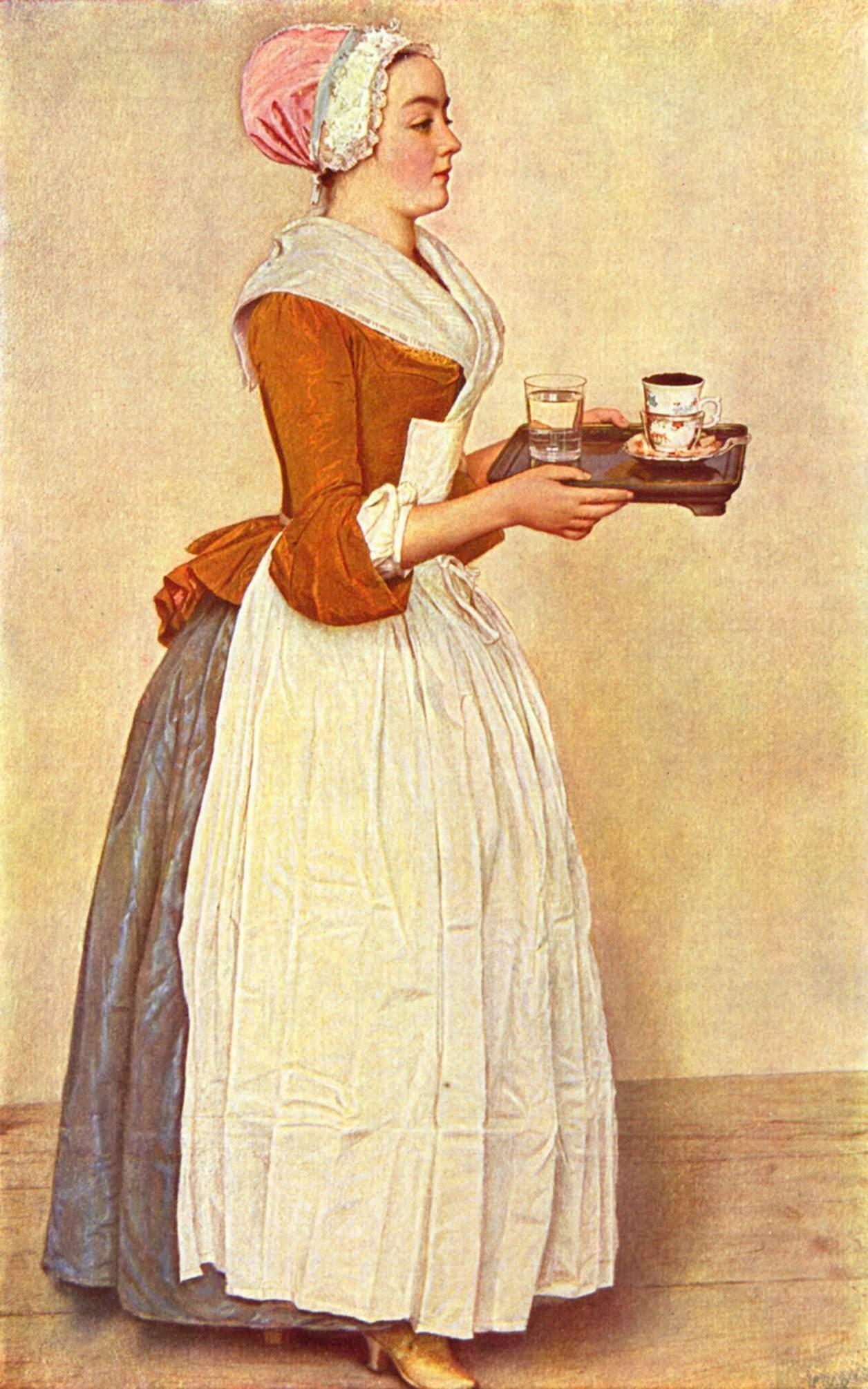
La xocolatera (1743)
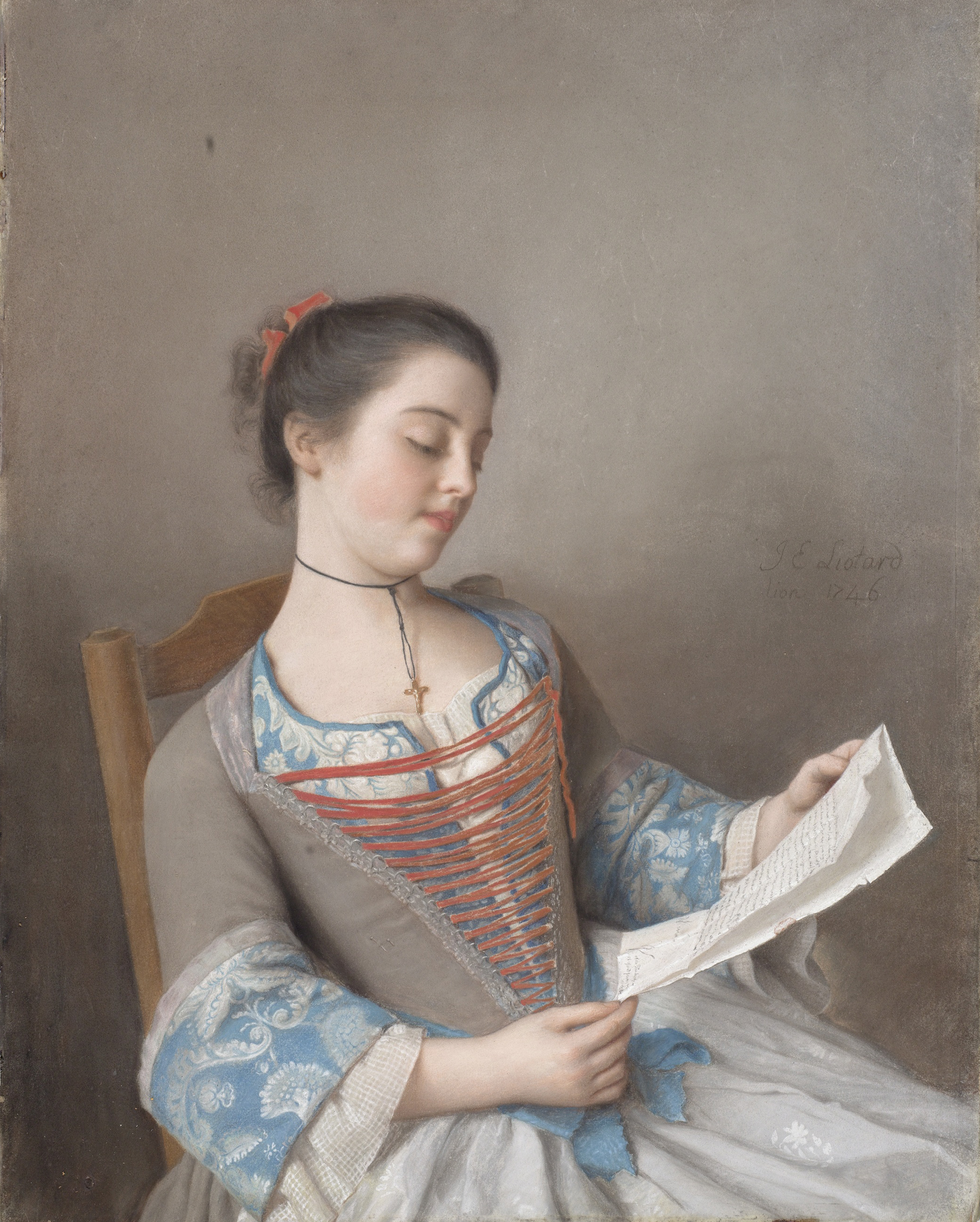
La bella lectora (1746)
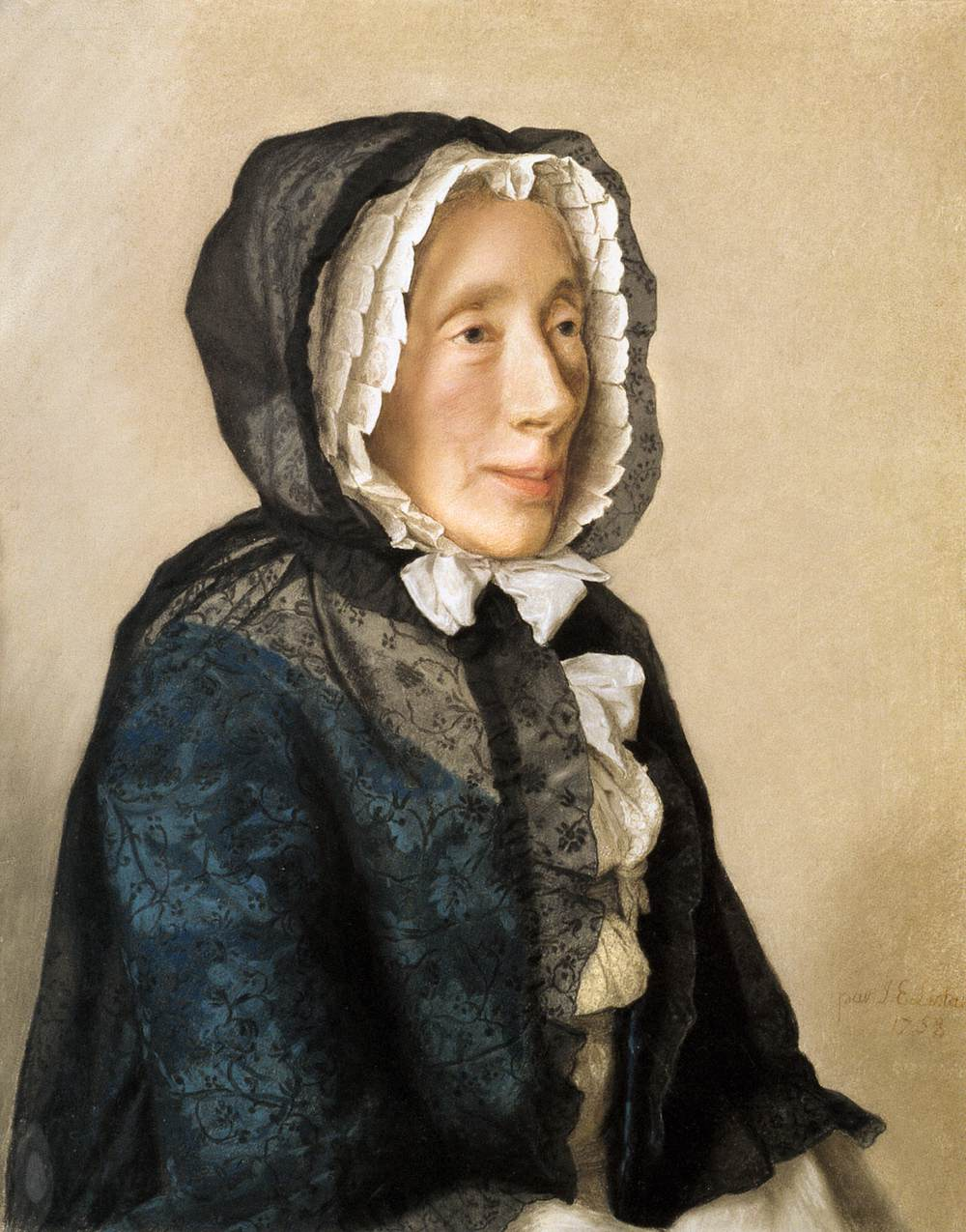
Madame Jean Tronchin (1758)
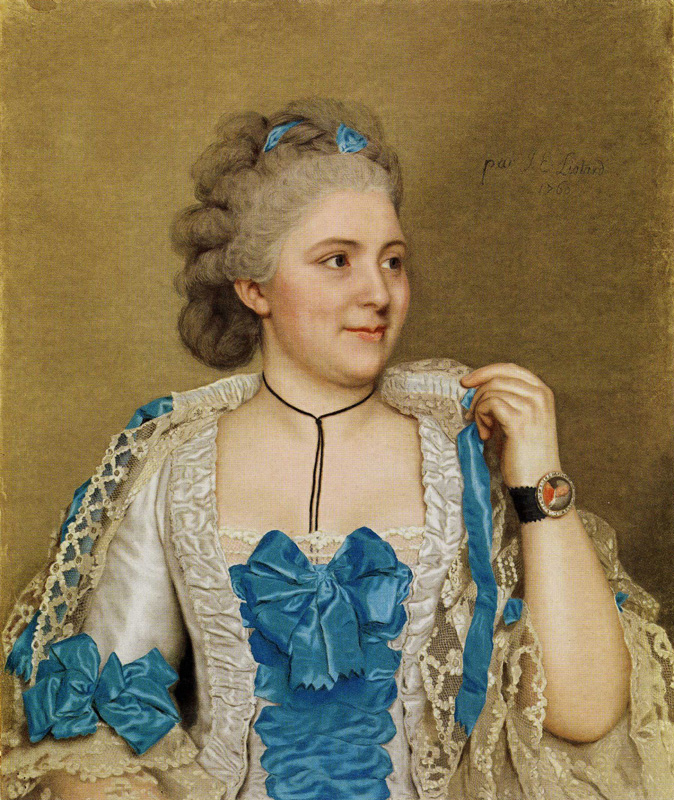
Retrat de Julie de Thellusson-Ployard (1760)
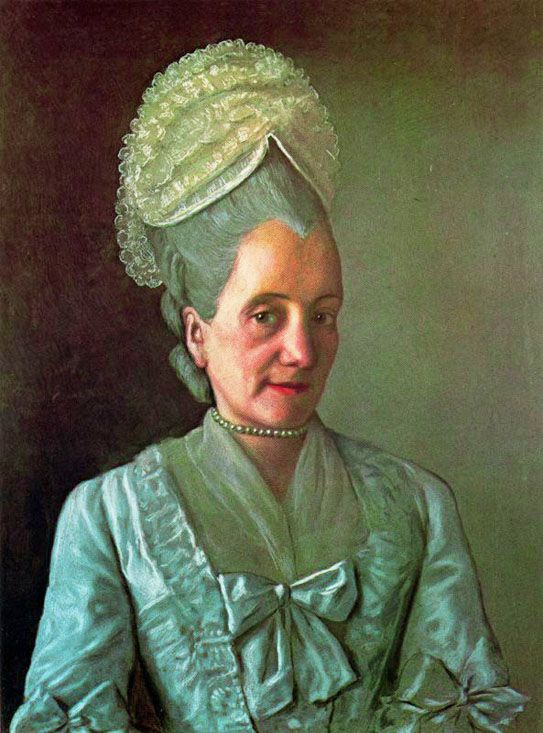
Retrat de Suzanne Navilledes (1777)